# Kim Myeong-won
Kim Myeong-won (1534–1602 en Hangul:김명원, en Hanja:金命元) fue un oficial de la dinastía Joseon que sirvió bajo las órdenes del Rey Seonjo durante las invasiones japonesas a Corea (1592 - 1598). 
Nacido de una familia yangban del linaje de Gyeongju Kim, fue el hijo de un oficial de alto rango llamado Kim Man-gyun. Ganó reconocimiento en 1589 después de que hizo público el intento del oficial provincial Jeong Yeo-rip de atacar la capital. durante este periodo, recibió el título de "Príncipe Gyeongnim" (경림군).
Con el comienzo de la guerra en contra de Japón en 1592, lideró el ejército coreano en las derrotas en Seúl y en el río Imjin. Custodió entonces a la familia imperial durante su retirada hacia Sunan, en el extremo norte del territorio después de la caída de Pyongyang.
Después del final de la primera parte de la guerra, kim se retiró de su cargo debido a enfermedad. Posteriormente sirvió en cuatro cargos ministeriales: Castigos, ritos, obras públicas y asuntos militares. kim lideró el ejército Joseon cuando se reanudaron las hostilidades contra los japoneses en 1597 y en ese mismo año fue nombrado como Consejero Supremo (uuijeong, 우의정) del Concilio del Estado.
Póstumamente se le dio el título Chungik-gong (忠翼公), "general leal alado".